# 南帕岭
南帕岭，又译南帕冷，是缅甸掸邦当阳县当阳镇区弄帕村组下辖的一个村。南帕岭村人口以佤族为主，另有部分汉族和少量缅族。

## 历史
南帕岭佤、汉两族村民祖籍中国云南省沧源县岩帅镇。20世纪50年代初，国共两党在云南边境激烈斗争。1951年，佤族头人出身的沧源县长田兴武和田兴文最终投靠云南反共救国军，带领部分民众随之退往缅甸，定居勐冒新地方永乐寨。1970年缅甸人民军占领勐冒后，永乐寨村民在二田兄弟的带领下，再跨过萨尔温江，西迁徙至当阳南帕岭定居。

## 教育
南帕岭有南帕岭华文学校等中文学校。